# Las dos doncellas
Las dos doncellas (em português, As duas donzelas) é uma novela que integra as Novelas exemplares, escritas por Miguel de Cervantes (mais conhecido como autor do Dom Quixote) entre 1590 e 1612. Como o título indica, trata-se de um grupo de narrativas breves, inspiradas em autores italianos como Boccaccio e Straparola

## Enredo
Um cavaleiro de beleza maravilhosa chega a uma taverna e pede um quarto isolado. Como a taverneira tivesse apenas quartos com duas camas, o cavaleiro paga o preço dos dois leitos e exige que seja deixado sozinho. Logo chega outro cavaleiro, que ouvindo as pessoas comentarem a beleza do outro, deseja dormir no mesmo quarto. Por meio de um ardil, fingindo ser exigência de um oficial de justiça, o recém-chegado consegue o seu desejo, apesar de não conseguir reconhecer o rosto do cavaleiro misterioso, que se mostra arredio.
No meio da noite, ele ouve soluços e lamúrias do seu misterioso companheiro, e descobre, por meio de suas palavras, que se trata de uma mulher. Dirigindo-se a ela, o segundo cavaleiro pede que lhe conte o motivo do seu sofrimento, oferecendo ajuda e consolo. A jovem, chamada Teodosia, conta que havia sido seduzida por um jovem vizinho chamado Marco Antonio, que havia desaparecido, apesar da promessa de casamento. Revoltada, ela se vestira de homem e seguira em busca do sedutor, para obrigá-lo a cumprir a promessa. Mas temia que seu irmão e seu pai a reconhecessem, pois montava seu cavalo e usava suas roupas.
O medo da jovem se cumpre, pois logo é revelado que o segundo cavalheiro é seu irmão, dom Rafael. Teodosia lhe implora misericórdia. Compadecido, dom Rafael promete ajudar sua irmã na empreitada. Seguindo para Barcelona, pois tinham ouvido dizer que para lá seguia Marco Antonio, encontraram um grupo de homens amarrados às árvores de um bosque, deixados por assaltantes. Resgatam em meio a eles um jovem, e, impressionados por sua beleza, decidem ajudá-lo a recuperar seus bens.
Contudo, Teodosia começa a desconfiar que o jovem também é uma mulher. Isto se que se confirma: seu verdadeiro nome é Leocadia, e para a desagradável surpresa de Teodosia, também fora seduzida pelo mesmo homem, e também vinha atrás dele. Chegando na cidade, encontram-na em meio a um conflito. Reconhecem Marco Antonio em meio à luta, e as duas mulheres, desesperadas, desembainham as espadas dos seus trajes de homem e vão ladear o amado. Este, contudo, é ferido. O conflito é dissolvido por um nobre local, que abriga todos em sua casa.
Um cirurgião militar salva o jovem, apesar da gravidade do ferimento. Leocadia se apresenta a Marco Antonio e revela tudo, antes que Teodosia fizesse o mesmo. Marco Antonio, contudo, afirma que Teodosia é sua esposa. Cheia de despeito e ciúmes, Leocadia foge, enquanto Teodosia, feliz, é apresentada a Marco Antonio. Dom Rafael vai atrás de Leocadia e lhe confessa ter se apaixonado por ela durante toda a jornada. Marco Antonio se casa oficialmente com Teodosia, e dom Rafael com Leocadia. Eles voltam para sua terra a tempo de impedir o conflito que se instaurava entre seus pais.